# Бріош

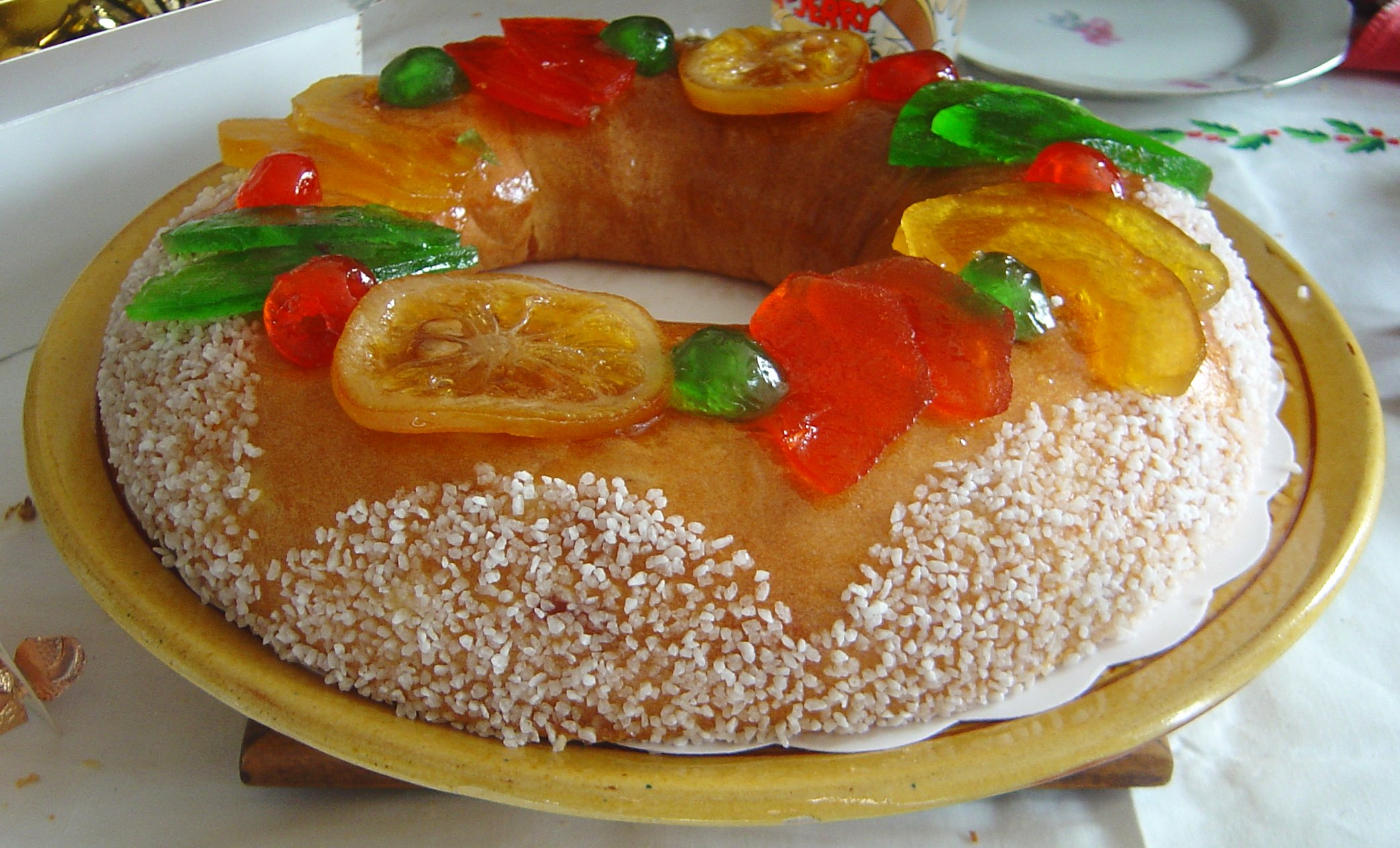
Святкова бріош по-королівськи (des Rois), Прованс

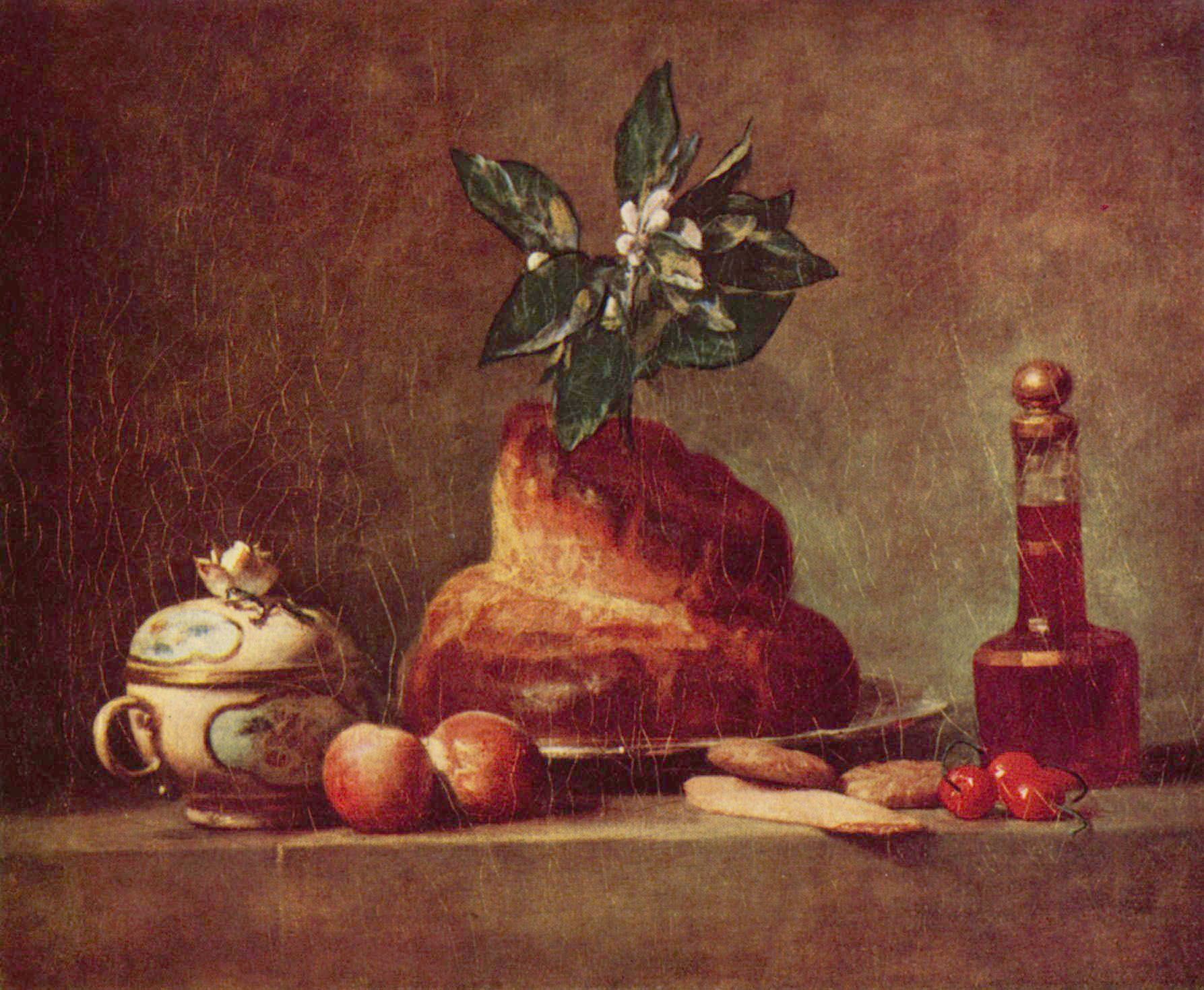
Натюрморт із бріош'ю, картина Ж.-Б. Шардена (Jean-Baptiste Siméon Chardin), 1763

Бріо́ш (фр. brioche) — французька солодка булка з тіста, до складу якого, зазвичай, входять борошно, яйця, масло, цукор, молоко, дріжджі (пивні), сіль. Нерідко в тісто для бріош додають родзинки, фрукти і/або подрібнений темний шоколад.

## Виготовлення
Традиційна бріош округлої форми, складається з 6 частин, зліплених докупи перед випіканням.
Бріош правила за десерт, нерідко лише святковий, маючи безліч місцевих варіацій, зокрема у виборі наповнювачів і додатків до тіста.
Паризька бріош (фр. brioche à tête, «бріош з головою») — великий шар тіста у формі кулі, прикрашений угорі меншим.
Бріош подають до чаю або до кави.

## Історія
Слово бріош / brioche вперше документально зафіксоване у 1404 на півночі Франції (у Нормандії), і вважається, походить з традиційних рецептів хлібу норманів.
Вже у XVII—XVIII ст.ст. бріош стає дуже популярним хлібо-булочним виробом у Франції, зокрема на північному заході і в центрі, включно з Парижем.
З бріош пов'язане виникнення одного відомого вислову-афоризму, що зазвичай приписують королеві Франції Марії Антуанетті. Насправді ж, французький мислитель Ж.-Ж. Руссо в своїй автобіографії «Зізнання» (фр. Confessions, 1783) згадує про одну поважну даму при дворі, що на зауваження про те, що, мовляв, «простий народ голодує», випалила: «Якщо в них немає більше хліба, нехай їдять бріоші» (фр. S’ils n’ont plus de pain, qu’ils mangent de la brioche). В українській мові вислів отримав популярність не в буквальному перекладі: «Як не мають хліба, нехай їдять тістечка».
Французькі художники зображували бріоші в натюрмортах.